# Телеграфни уравнения
Телеграфните уравнения са двойка линейни диференциални уравнения, които описват напрежението и тока на електропреносна линия във времето и по дължината на линията (пространството). Уравненията са съставени от Оливър Хевисайд, който разработва и модела на преносната линия. Теорията е приложима за високочестотните (вълноводни) линии (като телеграфни и радиочестотни линии), но също е важна и при проектиране на високоволтовите електропроводи за пренасяне на електроенергия. Моделът демонстрира разпространението и отражението на електромагнитни вълни в линията и появата на определени вълнови структури по дължината.

## Хомогенна линия
За хомогенна електропроводна линия телеграфните уравнения имат следния вид:
{\displaystyle {\frac {\partial ^{2}u(x,t)}{\partial x^{2}}}-L'C'{\frac {\partial ^{2}u(x,t)}{\partial t^{2}}}-(L'G'+R'C'){\frac {\partial u(x,t)}{\partial t}}-R'G'u(x,t)=0}
{\displaystyle {\frac {\partial ^{2}i(x,t)}{\partial x^{2}}}-L'C'{\frac {\partial ^{2}i(x,t)}{\partial t^{2}}}-(L'G'+R'C'){\frac {\partial i(x,t)}{\partial t}}-R'G'i(x,t)=0}
Ще се разгледат процесите свързани с единичен хомогенен проводник провеждащ електрически ток и имащ електрически потенциал спрямо земята. Поради омичното съпровтивление на проводника по протежението, на който тече променлив електрически ток, възниква пад на напрежение. Освен това електрическият ток е свързан с променливо магнитно поле, което от своя страна индуцира в проводника електродвижещо напрежение. Поради тези причини напрежението по протежение на проводника не е постоянно. При високи напрежения съответно високи честоти не може да се пренебрегнат, както токът на отместване в диелектрика (токът на електрическата индукция), така и токът дължащ се на макар и малката електрическа проводимост на диелектрика (несъвършена изолация, омични загуби в диелектрика). Откъдето и токът по протежение на линията променя своята стойност. За определяне на изменението на напрежението и тока по дължината на проводника се изхожда от малък елемент от него с дължина dx и се сумират въздействията на всички такива елементи. При това се приема, че съпротивлението, индуктивността, капацитета и проводимостта на проводника са равномерно разпределени по дължината му. На единица дължина се пада винаги едно и също съпротивление {\displaystyle R'}, една и съща индуктивност {\displaystyle L'}, един и същи капацитет {\displaystyle C'} и една и съща проводимост {\displaystyle G'}. Това е трудно изпълнимо на практика, особено при електропреносните линии, поради използването на изолатори в различни точки по дължината на линията, на които се окачват проводниците и поради провеса на последните и неговото изменение с дължината. Проводник, който изпълнява горните допускания със задоволителна за практиката точност се приема за хомогенен. Върху проводников елемент на един хомогенен проводник с дължина {\displaystyle dx}, се падат съпротивление {\displaystyle R'dx}, индуктивност {\displaystyle L'dx}, капацитет {\displaystyle C'dx} и проводимост {\displaystyle G'dx} показани на фиг. 1.
За представената по-горе схема от законите на Кирхоф следва:
{\displaystyle -u+R'dxi+L'dx{\frac {\partial i}{\partial t}}+u+{\frac {\partial u}{\partial x}}dx=0}
{\displaystyle i=C'dx{\frac {\partial }{\partial t}}\left(u+{\frac {\partial u}{\partial x}}dx\right)+\left(u+{\frac {\partial u}{\partial x}}dx\right)G'dx+i+{\frac {\partial i}{\partial x}}dx}
След разкриване на скобите, разделяне на {\displaystyle dx} и пренебрегване на членовете от висок ред се получава:
{\displaystyle -{\frac {\partial u}{\partial x}}=R'i+L'{\frac {\partial i}{\partial t}}}
{\displaystyle -{\frac {\partial i}{\partial x}}=G'u+C'{\frac {\partial u}{\partial t}}}
При по-нататъшно диференциране на горните две уравнение (първото по {\displaystyle x}, второто по {\displaystyle t}) се получава:
{\displaystyle -{\frac {\partial ^{2}u}{\partial x^{2}}}=R'{\frac {\partial i}{\partial x}}+L'{\frac {\partial }{\partial x}}\left({\frac {\partial i}{\partial t}}\right)}
{\displaystyle -{\frac {\partial }{\partial t}}\left({\frac {\partial i}{\partial x}}\right)=G'{\frac {\partial u}{\partial t}}+C'{\frac {\partial ^{2}u}{\partial t^{2}}}}
След замествания в горните уранения се получават телеграфните уранения:
{\displaystyle {\frac {\partial ^{2}u(x,t)}{\partial x^{2}}}-L'C'{\frac {\partial ^{2}u(x,t)}{\partial t^{2}}}-(L'G'+R'C'){\frac {\partial u(x,t)}{\partial t}}-R'G'u(x,t)=0}
{\displaystyle {\frac {\partial ^{2}i(x,t)}{\partial x^{2}}}-L'C'{\frac {\partial ^{2}i(x,t)}{\partial t^{2}}}-(L'G'+R'C'){\frac {\partial i(x,t)}{\partial t}}-R'G'i(x,t)=0}

### Уравнения при синусоидални напрежение и ток. Решение
Когато напрежението и тока на линията са синусоидални функции във времето, то те могат да се представят с комплексни моментни стойности:
{\displaystyle {\underline {u}}={\sqrt {2}}{\underline {U_{x}}}e^{j\omega t}}
{\displaystyle {\underline {i}}={\sqrt {2}}{\underline {I_{x}}}e^{j\omega t}},
където подчертаването изразява комплексен вид (може и с точка над величината), {\displaystyle j={\sqrt {-1}}}, a {\displaystyle \omega } кръговата честота на синусоидалните величини. Две от ураненията представени по-горе се записват в комплексен вид:
{\displaystyle -{\frac {\partial {\underline {U_{x}}}}{\partial x}}=(R'+j\omega L'){\underline {I_{x}}}={\underline {Z'}}{\underline {I_{x}}}}
{\displaystyle -{\frac {\partial {\underline {I_{x}}}}{\partial x}}=(G'+j\omega C'){\underline {U_{x}}}={\underline {Y'}}{\underline {U_{x}}}}
След диференциране по {\displaystyle x} се получава:
{\displaystyle -{\frac {\partial ^{2}{\underline {U_{x}}}}{\partial x^{2}}}={\underline {Z'}}{\frac {\partial {\underline {I_{x}}}}{\partial x}}}
или
{\displaystyle {\frac {\partial ^{2}{\underline {U_{x}}}}{\partial x^{2}}}={\underline {Z'}}{\underline {Y'}}{\underline {U_{x}}}=\gamma ^{2}{\underline {U_{x}}}}
{\displaystyle \gamma ={\sqrt {{\underline {Z'}}{\underline {Y'}}}}=\alpha +j\cdot \beta }
Величината {\displaystyle \gamma } се нарича константа на разпространение. Решението на уравнението {\displaystyle {\frac {\partial ^{2}{\underline {U_{x}}}}{\partial x^{2}}}=\gamma ^{2}{\underline {U_{x}}}} е:
{\displaystyle {\underline {U_{x}}}={\underline {U_{1}}}e^{-\gamma x}+{\underline {U_{2}}}e^{\gamma x}}
За тока се получава:
{\displaystyle {\underline {I_{x}}}=-{\frac {1}{Z'}}{\frac {\partial {\underline {U_{x}}}}{\partial {x}}}}
или
{\displaystyle {\underline {I_{x}}}={\frac {\gamma }{\underline {Z'}}}{\underline {U_{1}}}e^{-\gamma x}-{\frac {\gamma }{\underline {Z'}}}{\underline {U_{2}}}e^{\gamma x}}
Въвежда се величината:
{\displaystyle {\underline {Z_{w}}}={\frac {{\underline {Z}}'}{\gamma }}={\frac {R'+j\omega L'}{\sqrt {(R'+j\omega L')(G'+j\omega C')}}}={\sqrt {\frac {R'+j\omega L'}{G'+j\omega C'}}}}
Така за тока се получава:
{\displaystyle {\underline {I_{x}}}={\frac {\underline {U_{1}}}{\underline {Z_{w}}}}e^{-\gamma x}-{\frac {\underline {U_{2}}}{\underline {Z_{w}}}}e^{\gamma x}}
Величината {\displaystyle {\underline {Z_{w}}}} има размерност на съпротивление и се нарича вълново съпротивление на линията.
Нека в началото на проводника (x=0) напрежението и тока са съотетно {\displaystyle {\underline {U_{0}}}} и {\displaystyle {\underline {I_{0}}}}, тогава за тока и напрежението в произволна точка x по дължината на линията се получава:
{\displaystyle {\underline {U_{x}}}={\underline {U_{0}}}\cosh {\gamma x}-{\underline {Z_{w}}}{\underline {I_{0}}}\sinh {\gamma x}}
{\displaystyle {\underline {I_{x}}}={\underline {I_{0}}}\cosh {\gamma x}-{\frac {\underline {U_{0}}}{\underline {Z_{w}}}}\sinh {\gamma x}}
Относно {\displaystyle {\underline {U_{0}}}} и {\displaystyle {\underline {I_{0}}}} решенията са:
{\displaystyle {\underline {U_{0}}}={\underline {U_{x}}}\cosh {\gamma x}+{\underline {Z_{w}}}{\underline {I_{x}}}\sinh {\gamma x}}
{\displaystyle {\underline {I_{0}}}={\underline {I_{x}}}\cosh {\gamma x}+{\frac {\underline {U_{x}}}{\underline {Z_{w}}}}\sinh {\gamma x}}
Ако са дадени напрежението и тока на края на линията, съответно {\displaystyle {\underline {U_{a}}}} и {\displaystyle {\underline {I_{a}}}}, то уравненията са:
{\displaystyle {\underline {U_{x}}}={\underline {U_{a}}}\cosh {\gamma x}+{\underline {Z_{w}}}{\underline {I_{a}}}\sinh {\gamma x}}
{\displaystyle {\underline {I_{x}}}={\underline {I_{a}}}\cosh {\gamma x}+{\frac {\underline {U_{a}}}{\underline {Z_{w}}}}\sinh {\gamma x}}

## Видове електропреносни линии
1) Линия без загуби
{\displaystyle R'=0,G'=0}
Вълнов импеданс
{\displaystyle Z_{w}={\sqrt {\frac {L'}{C'}}},[\Omega ]}
Константа на разпространение (равна на фазовата константа {\displaystyle j\beta })
{\displaystyle \gamma =j\beta =j\omega {\sqrt {L'C'}},\alpha =0}
Скорост на разпространение на електромагнитната вълна по линията
{\displaystyle V_{p}={\frac {\omega }{\beta }}={\frac {1}{\sqrt {L'C'}}}={\frac {1}{\sqrt {\mu \epsilon }}},[m/s]}
2) Линия без деформации
Към този клас могат да се определят електропроводните линии за пренасяне на електроенергия. При тези линии се приема, че импеданса {\displaystyle Z_{w}} и константата на затихване {\displaystyle \alpha } на линията (параметрите на линията) не зависят от честотата, т.е. електромагнитната вълна се разпространява без изкривявания (деформации).
За такава линия е в сила следната зависимост:
{\displaystyle {\frac {R'}{L'}}={\frac {G'}{C'}}}
Вълнов импеданс
{\displaystyle Z_{w}={\sqrt {\frac {L'}{C'}}},[\Omega ]}
Константа на разпространение
{\displaystyle \gamma =\alpha +j\beta =R'{\sqrt {\frac {C'}{L'}}}+j\omega {\sqrt {L'C'}}}
Скорост на разпространение на електромагнитната вълна по линията
{\displaystyle V_{p}={\frac {\omega }{\beta }}={\frac {1}{\sqrt {L'C'}}}={\frac {1}{\sqrt {\mu \epsilon }}},[m/s]}

## Обща форма на телеграфното уравнение
Телеграфното уравнение (независимо от разглежданите величини) е частно диференциално уравнение (при {\displaystyle C_{2}>0} хиперболично, при {\displaystyle C_{2}<0} елиптично и при {\displaystyle C_{2}=0} параболично) и има следния най-общ вид:
{\displaystyle \Delta {\vec {F}}=C_{2}{\frac {\partial ^{2}{\vec {F}}}{\partial t^{2}}}+C_{1}{\frac {\partial {\vec {F}}}{\partial t}}+C_{0}{\vec {F}}}.
В тази си форма то представя редица явления от физиката описвани с подобни уравнения (по специални случаи на телграфното уравнение: Вълново уравнение, Дифузно уравнение, Уравнение на Хелмхолц, Потенциално уравнение) и се използва най-общо в много задачи от физиката и инженерни изчисления.